# Tor (geologia)

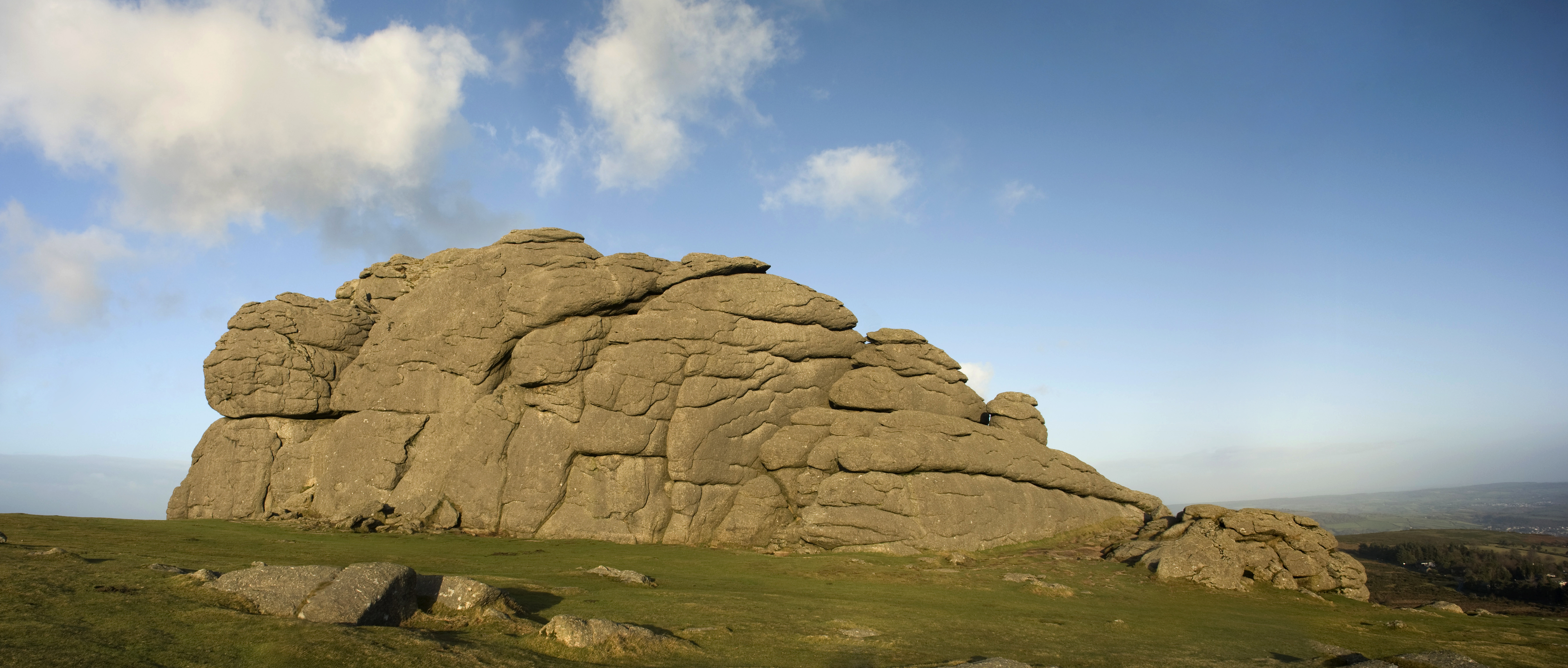
Tor in granito presso Dartmoor in Cornovaglia (Inghilterra)

I tor sono affioramenti rocciosi, in genere formati da rocce metamorfiche o rocce ignee, che possono anche essere completamente isolati dal substrato, ma in ogni caso non hanno subito processi di trasporto.

## Generalità
I tor sono le forme d'alterazione più tipiche delle superfici rocciose montane non toccate dall'esarazione glaciale, in cui la lunga alterazione ha quasi completamente demolito gli affioramenti rocciosi, salvo lungo le creste spartiacque, e dove sono a contatto fra loro rocce con forti differenze di resistenza all'erosione, da cui per erosione selettiva emergono speroni rocciosi in rilievo. Queste forme, tipiche dei climi temperati, sono segnalate su tutte le rocce silicatiche, da basalti e andesiti vulcanici alle arenarie sedimentarie, ai graniti magmatici. In Italia sono diffuse anche su rocce metamorfiche, come attorno all'anfiteatro morenico di Rivoli-Avigliana (Alpi Cozie).

## Classificazioni
Nelle numerose classificazioni proposte i tor sono divisi principalmente in base alla posizione geomorfologica.
In quella di Gerrard (1994) sono divisi in: 
1. Summit and valley side tor, tor di crinale e versante (a fratturazione più intensa e irregolare);
2. Emergent tor, tor emergenti (a fratturazione regolare).

In quella di Twidale (1980, 1981 e 1982) in: 
1. Bornhardt (inselberg a duomo);
2. Castle koppie (tor);
3. Nubbius (placche rocciose subaffioranti).

Quella di Linton (1955) è analoga a quella utilizzata in seguito in questa voce.

## Tipi di tor secondo Ehlen (1994)
Ehlen (1994) propone una classificazione basata sulla posizione topografica, notando tuttavia che esistono anche importanti fattori strutturali, quali il contenuto in K-feldspato e porfiroblasti nelle rocce granitiche, che favoriscono la formazione di tor. In base alle sue conclusioni fra struttura e posizione topografica dei Dartmoor Tor (di rocce granitiche), i tor sommitali sono costituiti di rocce più resistenti della media, con spaziatura dei giunti verticali molto larga: in altre parole, tendono ad emergere per erosione selettiva; i tor-sperone sono costituiti da rocce molto più fratturate e povere di K-feldspato, più erodibili ma anche meno alterabili; i tor di versante hanno rocce analoghe ai tor-sperone, e si trovano dove l'energia di rilievo è molto bassa.
- Tor sommitale: Cima di colline e creste spartiacque; pendenza dei pendii circostanti (rispetto alla pendenza media dei versanti del rilievo) bassa; grandi dimensioni.
- Tor-sperone: Termine di creste; pendenza dei pendii circostanti bassa; tipicamente piccolo.
- Tor di versante: Fianchi vallivi, sotto la rottura di pendenza sommitale, ma usualmente nella parte alta del versante; pendenza dei pendii circostanti alta; grande taglia, a piccoli ripiani.

## Tor alpini
Attorno all'anfiteatro morenico di Rivoli-Avigliana si incontrano tutte le tipologie della classificazione di Ehlen. Un recente studio indica che si formano su rocce anche molto fratturate e alterate, dove una cresta a bassa pendenza (mollar in patois) si interrompe, affacciandosi su un ripido versante uniforme, generalmente parallelo alla valle principale e di modellamento glaciale. I tor alpini possono essere considerati tipici delle aree non toccate dall'ultima glaciazione. Il maggiore o minore grado di alterazione delle loro superfici può riflettere variazioni di età (ad esempio, la superficie dei tor valsusini è meno alterata che nei tor della bassa valle di Viù perché i tor valsusini si sono formati su rilievi esarati dai ghiacciai nel Pleistocene medio), o diversità climatiche, dato che nella genesi dei tor è importante l'azione di specie endolitiche (licheni, cianobatteri...).